# Le Ménil-Scelleur

Le Ménil-Scelleur este o comună în departamentul Orne, Franța. În 1 ianuarie 2022 avea o populație de 87 de locuitori.